# 克里斯蒂安三世
克里斯蒂安三世（丹麥語：Christian III，1503年8月12日—1559年1月1日），丹麦和挪威国王（1534年－1559年在位）。

## 早年事迹
克里斯蒂安三世是丹麦和挪威国王弗雷德里克一世之子，母为勃兰登堡选侯约翰·西塞罗之女安娜。他年轻时的启蒙教师沃尔夫冈·冯·乌滕霍夫和约翰·兰曹都是宗教改革运动的激进支持者，他们对克里斯蒂安的思想产生了深刻影响。1521年克里斯蒂安去德意志旅行。他出席了具有历史性意义的沃尔姆斯宗教会议，在这次会议上，宗教改革领袖马丁·路德的表现深深打动了克里斯蒂安，使他转而成为路德宗的信徒。
1523年发生的叛乱推翻了克里斯蒂安二世在丹麦的统治，其叔父石勒苏益格-荷尔斯泰因公爵弗雷德里克（即克里斯蒂安三世之父）被贵族拥立为国王。从德国返回丹麦的克里斯蒂安正遇上这个重大事件，他继承了父亲在石勒苏益格的爵位，随即受命率领一支军队去讨伐仍然忠于克里斯蒂安二世的哥本哈根。
克里斯蒂安并不隐瞒他的新教信仰，而他的直言不讳给他带来了麻烦。不仅天主教的国会对他怀有敌意，他那谨慎圆滑的父亲也对他冷眼相待。在他位于石勒苏益格的宫廷裡，克里斯蒂安不遗餘力地宣传新教，尽管石勒苏益格的主教们强烈反对此事。1529年在担任挪威总督时，克里斯蒂安表现出杰出的管理能力，然而他的信仰问题也刺激了那裡的天主教势力。有一段时期，甚至有传言说他将被从王位继承顺序中排除出去，而由他那接受天主教教育的异母弟汉斯来继承王位。终于在1533年弗雷德里克一世去世之后，丹麦爆发了内战。

## 获取王位
1534年克里斯蒂安三世在维堡的一个地方议会上被部分丹麦贵族和高级教士选立为国王。德国贵族、奧爾登堡伯爵克里斯托弗（他是丹麦王室的一位远亲）得到一些德意志商业城市的支持，发动兵变企图让1523年被废黜的克里斯蒂安二世（此时被幽禁）复位。克里斯蒂安二世信仰天主教，而且需要指出的是，由于其在位时执行过一些有利于人民的政策，有相当一部分丹麦人对他抱有好感。这场战争被称为“伯爵戰爭”（以克里斯托弗伯爵命名）。在进行了两年战争之后，克里斯蒂安三世击败了所有对手，巩固了王位。他借着这场战争镇压人民，使束缚农民的封建制度得以稳固。

## 统治
在镇压了反对派之后，克里斯蒂安三世立即着手在丹麦推行宗教改革。但是天主教力量在国会和丹麦枢密院中力量强大，更不用提坚持旧教信仰的贵族了。1536年8月12日，克里斯蒂安三世借助一群德意志雇佣兵发动政变，清除了坚持反对改革的贵族。这次行动是血腥的；它甚至引起了路德本人的谴责。随之而来的是对教会财产的大规模没收。王室固然从中获利，但得到最多好处的还是支持改革的丹麦贵族。
克里斯蒂安三世即位之初的情况令人怀疑这个政权掌握在外国人的手裡。荷兰人在他征服全国的战争中出了大力；扫除政敌则借助了北德和荷尔斯泰因贵族的力量。克里斯蒂安三世在制订政策时经常咨询于他的那群德意志幕僚，并且让德意志人领导军队。在国王和被他以武力征服的人民之间也有隔阂。丹麦贵族把持的国会与国王的德意志顾问进行了长期的权力斗争。虽然前者成功地在宪章中加入只有丹麦人才能充任最高官衔的条款，德意志人毕竟仍对国王有强大影响。直到1539年克里斯蒂安三世面临着神圣罗马帝国皇帝查理五世（他是被监禁的克里斯蒂安二世的姻兄）干涉的危险时，他认识到必须消灭他和臣民之间的一切矛盾。国王完全倒向丹麦的显贵们，后者终于在1542年的哥本哈根议会上给予了他最大的支持，决定拿出自己的财产来帮助克里斯蒂安三世偿还欠德意志人的巨额外债。
查理五世介入丹麦事务的主要目的是为他的外甥女（克里斯蒂安二世的女儿）争取丹麦王位，以控制这个北欧国家。面对这种情况，克里斯蒂安三世大胆地与德意志的新教诸侯（他们已与皇帝处于显然的敌对状态之中）结盟，作为对皇帝的持续敌意的回敬。1542年时，与查理五世的战争实际上已经开始。尽管德意志诸侯被证明是不可信任的盟友，克里斯蒂安三世对松德海峡的封锁却取得了显著的成果：荷兰人的商业活动因为海峡被封锁而受到打击，他们对查理五世的压力导致皇帝在1544年5月23日的施派尔帝国会议上与丹麦缔结和约。
在这场冲突之后，克里斯蒂安三世的外交政策变得格外谨慎。他小心翼翼地避免卷入一切国际纠纷，拒绝参加1546年德意志诸侯反对查理五世的施马尔卡尔登战争；并且在突然反叛查理五世的萨克森选侯莫里茨死于錫沃斯豪森戰役之后在萨克森与皇帝之间进行斡旋（1553年）。
克里斯蒂安三世于1559年元旦去世，遗体安葬在罗斯基勒大教堂。

## 家庭
1525年，克里斯蒂安與薩克森-勞恩堡的多蘿西亞結婚，兩人共有3子2女：
1. 安娜（1532年—1585年），薩克森選侯夫人
2. 弗雷德里克二世（1534年—1588年），丹麥國王
3. 马格努斯（英语：Magnus, Duke of Holstein）（1540年—1583年），立窝尼亚国王
4. 年輕者漢斯（1545年—1622年），什勒斯維希-霍爾斯坦-森訥堡公爵
5. 多蘿西亞（1546年—1617年），不倫瑞克-呂訥堡公爵夫人

## 资料来源
- Encyclopædia Britannica Eleventh Edition
- 苏联历史大百科全书·人物卷，1961～1973

| 克里斯蒂安三世歐登堡王朝出生于：1503年8月12日逝世於：1559年1月1日 | 克里斯蒂安三世歐登堡王朝出生于：1503年8月12日逝世於：1559年1月1日                                                                       | 克里斯蒂安三世歐登堡王朝出生于：1503年8月12日逝世於：1559年1月1日 |
| 統治者頭銜                                                        | 統治者頭銜 | 統治者頭銜                                                        |
| ----------------------------------------------------------------- | --- | ----------------------------------------------------------------- |
| 前任者： 弗雷德里克一世                                           | 丹麥和挪威聯合王國國王 1534年－1559年                                                                                                   | 繼任者： 弗雷德里克二世                                           |
| 前任者： 弗雷德里克一世 及克里斯蒂安二世                          | 荷爾斯泰因及石勒蘇益格公爵 1523年—1559年 與弗雷德里克一世同時在任 （1523年—1533年） 漢斯二世 （1544年—1559年） 阿道夫 （1544年—1559年） | 繼任者： 漢斯二世 阿道夫及弗雷德里克二世                          |

|}